# Kristian Kostov

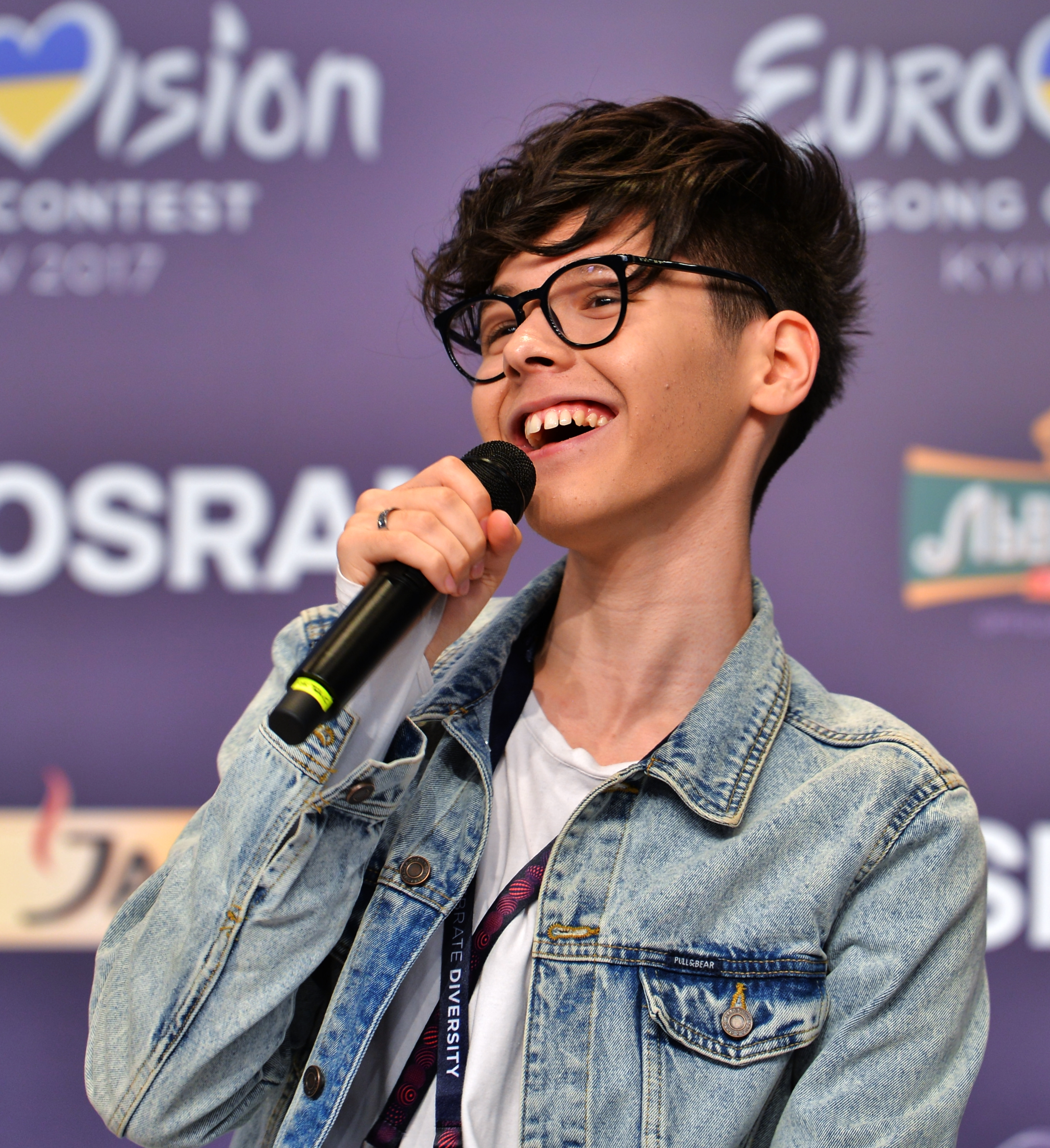
Kristian Kostov maj 2017

Kristian Konstantinov Kostov, född 15 mars 2000 i Moskva, är en ryskfödd bulgarisk sångare. Han tävlade och var finalist i The Voice Kids Ryssland och tvåa i den fjärde säsongen av X-Factor Bulgarien. År 2017 representerade han Bulgarien i Eurovision Song Contest 2017 i Kiev, Ukraina.
Han gick vidare från semi-final 2 till final och kom sedan på andra plats i finalen med låten "Beautiful mess" .